# Per August Arnman
Per August Arnman, conocido como P. A. Arnman, (nacido el 26 de noviembre de 1844 en la parroquia de Risinge condado de Östergötland, murió el 10 de abril de 1925 en Söderköping La parroquia de Santa Ana ubicada en el municipio de Söderköping) fue un sacerdote, y pomólogo sueco.

## Biografía
Per August Arnman era hijo del posadero Anders Peter Persson. 
Se graduó en estudios teológicos teóricos y prácticos en Uppsala en 1870 y en 1874 se convirtió en comisionado en la parroquia de Vånga, Östergötland. 
En 1876 se convirtió en párroco en la parroquia de Hults, en 1880 y en las parroquias de Tryserum y de Hannäs. 
En 1887–1892 fue inspector de escuela primaria.
Sin embargo, fue la pomología a la actividad que más se dedicó.
Fue cofundador de la Asociación General Sueca de Jardinería y también fue miembro de la Sociedad Pomológica Sueca durante su creación, en 1900.
La variedad de manzana amarilla de otoño 'Arnmans gula höstkalvill' lleva el nombre de P. A. Arnman. Fue Carl G. Dahl quien le dio a la manzana su nombre actual, en su libro Pomologi (1929, 1943). Por el mismo Arnman, la manzana fue nombrada simplemente "gul höstkalvill" (Kalvill  de otoño amarillo).
Arnman fue titulado "El pomólogo más importante de Suecia", por el periódico Göteborgs-Posten, en una edición de 1904.